# Schweriner See (Teupitz)
Der Schweriner See ist ein natürlich entstandenes Gewässer auf dem Gebiet der Gemeinde Schwerin im Landkreis Dahme-Spreewald in Brandenburg.

## Lage und Beschreibung
Der See gehört zur Seenkette der Teupitzer Gewässer, die vom Teupitzer See im Westen bis zur Dahme im Osten reicht. Er liegt am Rand des Naturparks Dahme-Heideseen. Seine Wasserfläche beträgt rund 237 Hektar. Eine Halbinsel, der Schweriner Horst, trennt den Schweriner See vom Teupitzer See. Der Zufluss erfolgt vom Teupitzer See aus Westen; der Abfluss über den rund 400 Meter langen Mochgraben in den Zemminsee. Das Gewässer liegt westlich des Gemeindezentrums von Schwerin. Nach Nordwesten hin schließt sich der Ortsteil Töpchin der Stadt Mittenwalde an. Es folgen im Uhrzeigersinn Groß Köris, Schwerin und Teupitz.

## Tourismus und Nutzung
Der Schweriner See wird als Teil der Teupitzer Seenlandschaft seit der Zeit um 1900 touristisch genutzt. Am Ufer entstanden Villen sowie zwei Gasthäuser. 1924 gründete sich der Segel-Club Schwerin, der Regatten mit bis zu 150 Booten durchführte. Als Teil der Bundeswasserstraße darf er mit Motorbooten befahren werden. Am nördlichen Ufer befinden sich zwei Campingplätze. Im Westen ist ein Kanuverein ansässig, während das südliche Ufer von Wohnbebauung geprägt ist. An der Mochheidestraße befindet sich eine Badestelle, die vom Land überwacht wird. Der Schweriner Horst wurde ab 1928 parzelliert und bebaut, nachdem ein Bürgerbegehren zur Einrichtung eines Naturdenkmals nicht die erforderliche Mehrheit fand.
Die Wasserqualität der Jahre 2012 bis 2015 wurde im Jahr 2016 vom Landesamt für Arbeitsschutz, Verbraucherschutz und Gesundheit mit „ausgezeichnet“ bewertet.